# لگو هری پاتر: سال ۱–۴
«لگو هری پاتر: سال ۱-۴ » (به انگلیسی: Lego Harry Potter: Years 1–4) یک بازی ویدئویی در سبک بازی ماجراجویی و اکشن است که توسط Talller's Tales و برادران وارنر منتشر شد. این بازی بر اساس خط لگو هری پاتر ساخته شده است و خط داستانی آن چهار فیلم اول سریال هری پاتر را شامل می شود: هری پاتر وسنگ جادو، هری پاتر و تالار اسرار، هری پاتر و زندانی آزکابان و هری پاتر و جام آتش.
این بازی در پلتفرم‌های مایکروسافت ویندوز، پلی استیشن ۳، نینتو دی اس، ایکس‌باکس ۳۶۰، وی و همچنین نسخه اندروید آن در استورهای گوگل پلی، کافه بازار و مایکت قابل دسترسی است. ویرایش کننده : سید